# Delias harpalyce
Espèce
Delias harpalyce est une espèce de papillons de la famille des Pieridae présente en Australie.